# Francesco Albani
Francesco Albani nebo Albano (17. března nebo 17. srpna 1578 – 4. října 1660) byl italský barokní malíř.

## Životopis
Narodil se v Bologni v roce 1578 jako syn obchodníka s hedvábím. Otec předpokládal, že syn se ujme obchodu, ale on se ve dvanácti letech stal žákem vlámského malíře Denise Calvaerta v Bologni. V jeho studiu se setkal s malířem Guidem Reniem. V roce 1594 následoval Reniho na malířskou Akademii, kterou provozovali Annibale, Agostino a Ludovico Carracci. Toto studio podporovalo kariéru takových malířů z bolonské školy, jako byli Domenico Zampieri, Lucio Massari, Giovanni Battista Viola, Giovanni Lanfranco, Giovanni Francesco Grimaldi, Pietro Faccini, Remigio Cantagallina a Guido Reni. S Annibalem Carraccim odjel Albani roku 1600 do Říma, aby spolupracoval s Annibalem na freskové výzdobě galerie Palazzo Farnese, která byla dokončena studiem Annibale Carracciho. V Římě pracoval mezi lety 1600 až 1620 a dále mezi roky 1623 – 1625. V Mantově působil v letech 1621 – 1622. Poté se v roce 1625 vrátil do Boloně a žil zde až do své smrti v roce 1660. Se svou druhou manželkou Doralici Fioravanti měl dvanáct dětí, často mu seděli modelem k jeho obrazům. Ve své době byl zván „Anakreónem malířství“.

## Dílo
Postupně působil na řadě míst: Bologna (1591–1600), Řím (1600–1609), opět Bologna (1609), Viterbo (1609–1610), opět Bologna (1610), Řím (1610–1617), Bologna (1618–1660), Mantova (1621–1622), Řím (1623–1625) a Florencie (1633). Albani se stal jedním z nejvýznamnějších žáků Annibale Carracciho. S využitím návrhů Annibala Carracciho a jako asistent Lanfranca a Sisto Badalocchio Rosy dokončil Albani fresky pro kostel San Diego v San Giacomo degli Spagnoli v letech 1602 – 1607. V letech 1606-7 dokončil Albani fresky v Palazzo Mattei di Giove v Římě. Později dokončil další dvě fresky ve stejném paláci na téma Život Josefa. V roce 1609 dokončil strop velkého sálu s malbou Fall of Phaeton a Council of the Gods pro Palazzo Giustiniani (nyní Palazzo Odescalchi) v Bassano (di Sutri) Romano. Touto prací ho pověřil Vincenzo Giustiniani, známý také jako patron Caravaggia. Během let 1612-14 dokončil Albani fresky v kostele Santa Maria della Pace, který právě přestavěl Pietro da Cortona. V roce 1616 namaloval pro kardinála Fabrizia Verospiho stropní fresky Apollo and the Seasons v Palazzo Verospi na Via del Corso. Albani se věnoval kresbě malby. Mezi jeho nejznámější fresky patří Sv. Sebastián a Assumption of the Virgin v kostele San Sebastiano fuori le Mura v Římě. Mytologické náměty užil ve svých pracích například The Sleeping Venus (Spící Venuše), Diana in the Bath (Diana v lázni), Danaë Reclining, Galatea on the Sea (Galatea na moři) a Europa on the Bull (Europa na býku). Je mu také připisován vzácný lept Death of Dido (Smrt Dídó). Mezi jeho žáky patří jeho bratr Giovanni Battista Albani, dále Carlo Cignani, Andrea Sacchi, Francesco Mola, Giovanni Francesco Grimaldi a další: Giacinto Bellini, Girolamo Bonini, Giacinto Campagna, Antonio Catalani, Carlo Cignani, Giovanni Maria Galli, Filippo Menzani, Bartolommeo Morelli, Andrea Sacchi, Andrea Sghizzi, Giovanni Battista Speranza, Del Sole, Emilio Taruffi a Francesco Vaccaro. Celkem vytvořil asi 45 oltářních obrazů v duchu školy Carracciových, dále idylické obrazy na antické a pastorální motivy. Albaniho kompozice se vyznačují zářivým koloritem s důrazem na světlé barvy, jasným inkarnátem, smyslně oblými liniemi a ladnými pohyby. Franceco Albani neotřásl současným světem malířů. Současnými malíři byl obdivován, i když někdy bylo poukazováno na příliš lyrickou povahu jeho díla. Pozdější době připadal zase příliš literární, dnes oceňujeme hlavně jeho podíl, který měl spolu s Annibalem Carraccim a Domenichinem na vzniku novodobé krajinomalby v prvních desetiletích 17. století v Římě.

## Významná díla
- Merkur a Apollon, 1624, Galleria Nazionala ďArte Antica, Řím
- Zvěstování, 1632, S. Bartolomeo, Bologna
- Tančící Putti, okolo 1630-1640, Pinacoteca di Brera, Milán
- Únos Evropy, 1639, Galeria degli Uffizi, Florencie
- Svatá rodina a andělé, 1630 až 1635, 57 cm x 43cm, Palazzo Pitti

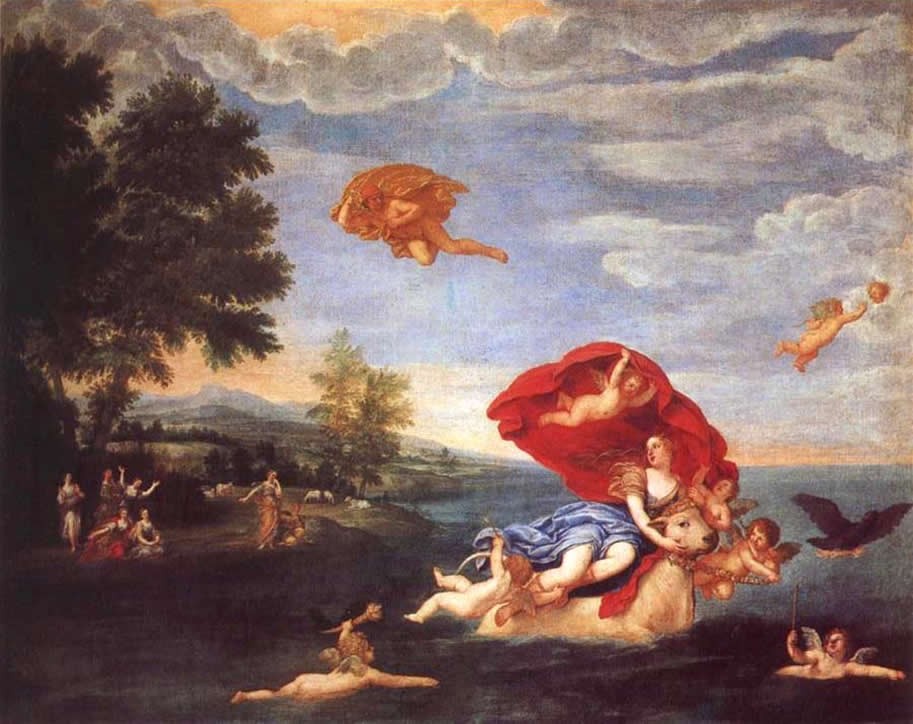
Únos Evropy, olej na plátně, 76,3 cm x 97 cm

Únos Europy– námět podle epizody z Ovidiových (43 př. n. l. – 18 n. l.) Metamorfóz patří k oblíbeným malířským tématům. Zeus se proměnil v krásného, bílého a krotkého býka, aby se mohl sblížit s dcerou týrského krále Agénóra Európou. Jakmile dívka usedne býkovi na hřbet, je unesena na ostrov Kréta. Pár na obraze doprovází božští poslové Hermes a Amor. V pozadí jsou Európiny přítelkyně, se kterými si před svým únosem hrála na břehu moře.

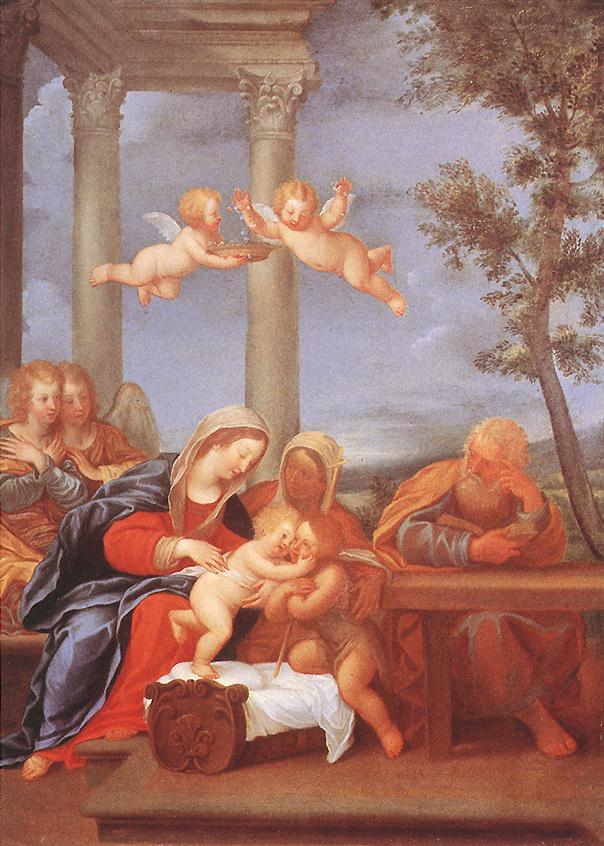
Svatá rodina a andělé,1630 až 1635, olej na plázdtně, 57 cm x 43cm, Palazzo Pitti

Svatá rodina a andělé - obraz může dnes pozorovateli připadat příliš líbezný až citový. Umělec pracoval na základě objednávky vzdělaných a kultivovaných zadavatelů. Klasickým umístěním obrazů s touto tematikou byl výklenek v ložnici panského domu, kde se vykonávaly skutečné pobožnosti. Toto určení díla charakterizuje i jeho rysy: důvěrnost rodinného života, příkladné náboženské chování andělů, starostlivý výraz Josefa, známé architektonické prostředí, to vše mohlo soudobého pozorovatele oslovovat a dojímat.